# Ópusztaszer

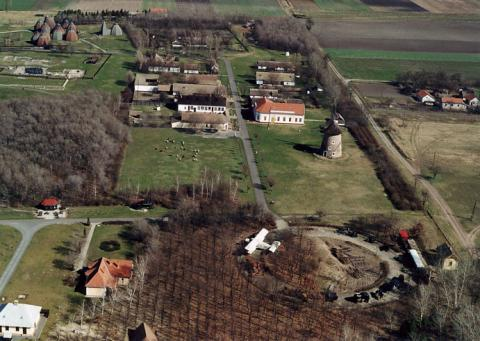

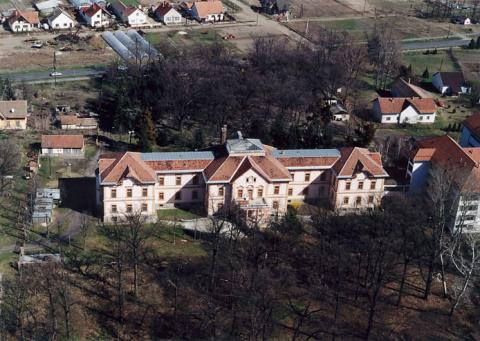
Ópusztaszer

Ópusztaszer är en mindre stad i provinsen Csongrád-Csanád i Ungern. År 2020 hade Ópusztaszer totalt 2 153 invånare.